# Shanbally
Shanbally är en ort i republiken Irland.   Den ligger i grevskapet County Cork och provinsen Munster, i den södra delen av landet, 220 km sydväst om huvudstaden Dublin. Shanbally ligger 27 meter över havet och antalet invånare är 337.
Terrängen runt Shanbally är platt. En vik av havet är nära Shanbally österut. Runt Shanbally är det glesbefolkat, med 20 invånare per kvadratkilometer. Närmaste större samhälle är Cork, 10,6 km nordväst om Shanbally. Trakten runt Shanbally består i huvudsak av gräsmarker.